# Трищук, Кристина Александровна
Кристина Александровна Трищук (венг. Triscsuk Krisztina Alekszandrovna; род. 17 июля 1985 года, Бокситогорск, СССР) — российская и венгерская гандболистка, левый полусредний, выступала за сборную Венгрии (53 матча, 140 голов).
Муж — бывший гандболист Евгений Лушников (род. 1976).

## Карьера

### Клубная
Воспитанница школы московского клуба «Луч», в составе юношеской команды выступала неоднократно на различных турнирах, в том числе и на Международных юношеских играх стран СНГ, Балтии и регионов России (чемпионка Игр 2002 года. До 2004 года защищала цвета московского «Луча». С 2004 года проживает в Венгрии, сначала один сезон провела в клубе «Веспрем Бетон», а затем с 2005 года играла за «Фехервар».
14 мая 2011 года Кристина установила рекорд клуба и стала лучшим бомбардиром за всю историю команды с 997 голами, побив рекорд серебряного призёра Олимпиады-2000 Беатрикс Балог.
В составе команды «Дунауйварош» в 2016 году стала победительницей Кубка ЕГФ.

### В сборной
Кристина провела несколько игр в молодёжной сборной России: в тех матчах она выходила на площадку с такими будущими звёздами, как Эмилия Турей, Людмила Постнова, Екатерина Андрюшина и другими гандболистками. Однако в основной сборной в официальных матчах она не играла.
В октябре 2012 года Кристина приняла гражданство Венгрии, что позволило ей выступать за сборную страны. Дебют её состоялся на Кубке Турчина, проходившем на Украине.
10 декабря 2012 года Кристину вызвали в состав сборной Венгрии вместо Мелинды Винче для подготовки к чемпионату Европы. Дебютировала Кристина на Евро в составе команды Венгрии в матче против Румынии, в котором венгерки одержали победу 25:19 и гарантировали себе место в полуфинале.

## Достижения
- Финалист (серебряный призёр) Кубка Венгрии: 2006
- Полуфиналист (бронзовый призёр) Кубка Венгрии: 2011
- Бронзовый призёр чемпионата Европы: 2012
- Полуфиналист (бронзовый призёр) чемпионата Венгрии: 2014
- Лучший бомбардир чемпионата Венгрии (2): 2011/12, 2016/17
- Обладатель Кубка ЕГФ: 2015/16